# 100 Leadenhall
100 Leadenhall, soprannominato The Diamond (il diamante), è un progetto edilizio ad uso misto approvato per la City di Londra. Progettata da Skidmore, Owings & Merrill, la torre sarà, una volta completata, il terzo edificio più alto del distretto finanziario. L'edificio a forma di cuneo avrà una facciata a forma di diamante allungato.
Un portavoce della Cattedrale di San Paolo ha affermato che la torre avrebbe un "impatto dannoso" sulle viste protette della cattedrale e una dichiarazione della Torre di Londra ha espresso preoccupazione per la diminuzione del "dominio visivo" del sito storico da parte del grattacielo. La commissione per la pianificazione e i trasporti della città di Londra ha votato 22-2 a favore della costruzione di 100 Leadenhall nel luglio 2018.
L'edificio includerà una galleria di osservazione pubblica gratuita, un ristorante, un bar e negozi.
L'inizio dei lavori è previsto nel 2023 e l'edificio dovrebbe essere pronto nel 2027.